# Lago Blue
El lago Blue (del inglés: Blue Lake) es un gran estanque geotérmico situado a unos 26 km al sur de Wendover, Utah, a los 40°30′N, 114°2′W, a una elevación de 1.311 m sobre el nivel del mar, tiene una profundidad de 18 m. Ocupa tierras que son propiedad de la Fuerza Aérea de los Estados Unidos, pero el lago y su entorno inmediato son humedales de acceso público, gestionados por el Bureau of Land Management (BLM). El BLM permite el acceso del público y el uso, pero no permite la construcción de estructuras permanentes. 

## Buceo
El lago Blue es un lugar muy popular para los buceadores de Utah y Nevada. Como es cálido durante todo el año y de aguas bastante transparentes es muy utilizado durante los fines de semana para entrenamientos de Buceo, con cursos como los de imparte la Universidad de Utah. Otros lagos cercanos de zonas montañosas son claros, pero fríos, incluso a principios de otoño, y otros de aguas más cálidas tienden a ser más turbios. Los grandes volúmenes de aguas claras subterráneas que recibe constantemente el lago Blue proporcionan visibilidad submarina de hasta 12 m, y durante todo el año las temperaturas en el fondo son de aproximadamente 29 °C. Las temperaturas de la superficie varían de los 20 °C) en invierno hasta los 25 °C en verano. 
El lago está lleno de peces de agua caliente, en su mayoría lubinas, tilapias, peces luna y azulejos. Los entusiastas del buceo han colocado una serie de objetos en el fondo para añadir interés, entre los que se pueden contar varias esculturas metálicas de animales marinos, embarcaciones, e incluso muebles en los que pueden sentarse frente a un televisor. Otra atracción para los buceadores son las aguas termales burbuejeantes que brotan del fondo.
El final del otoño es la mejor época para visitar el lago, las floraciones de algas que mueren en el verano ya han desaparecido, y los insectos que vuelan por encima del agua también disminuyen, en cambio la temperatura sigue confortable durante el día. El florecimiento de las algas reduce la visivilidad hasta aproximadamente 1 m, pero no es lo bastante severo como para dañar el resto de la vida marina. El Principio de la primavera también es agradable. En el invierno el lago sigue siendo claro y cálido, pero el aire frío disuade a los visitantes ocasionales.
La DWR (Division of Wildlife Resources) de Utah ha impuesto restricciones de pesca y captura de la tilapia (de acuerdo con la Guía de Pesca de Utah del 2009) ya que la pesca de esta especie no se reconoce como un deporte. La introducción de las tilapias y otras especies por los buceadores han resultado un detrimento a la pequeña actividad de pesca deportiva de otras especies como el róbalo y los peces luna, que estaban presentes en el lago antes de la introducción de la tilapia y otros peces por los buceadores.